# OSI-modellen
OSI-modellen, även känd under sitt standardnummer ISO/IEC 7498, är en konceptuell modell för datorkommunikation i 7 lager.
Modellen är det mest kända resultatet av projektet Open Systems Interconnection (OSI), som togs fram på initiativ av internationella teleunionen ITU och Internationella StandardiseringsOrganisationen (ISO). Tanken är att varje lager tillhandahåller en specifik tjänst som är oberoende av de tekniker som används i lagret ovanför eller nedanför. Modellen publicerades 1984, och reviderades 1994.
Tidigare tekniker som X.25, DECnet och Arpanet studerades och en tanke var att OSI-modellen skulle ersätta alla dessa. Somliga tidigare tekniker, såsom DECnet, modifierades för att passa OSI-modellen, men genom Internets popularitet, så har TCP/IP modellen kommit att bli de facto standard för datorkommunikation idag.
OSI-modellen är dock att anse som mycket väletablerat inom datavetenskapen och utbildning i datorkommunikation. CCNA-materialet är ett bland många exempel på ett material strukturerat utifrån OSI-modellen.

## OSI-modellens skikt
Här är OSI-modellens lager och motsvarande ISO- och ITU-standarder. 
- Applikationsskiktet - ISO 8649, ISO 8650, ISO 9545
- Presentationsskiktet - ISO 8822, X.216
- Sessionsskiktet - ISO 8326, X.215
- Transportskiktet - ISO 8072, X.214
- Nätverksskiktet - ISO 8348, X.213
- Datalänkskiktet - ISO 8886, X.212
- Det fysiska skiktet - ISO 10022, X.211

Man bör lägga märke till att normalt används OSI-modellen främst för att beskriva och kategorisera nätverksprotokoll och tekniker, oavsett om dessa avsetts att infogas i modellen eller vad de har för ursprung. Man kan exempelvis säga att TCP och UDP är två protokoll på OSI-modellens transportskikt, trots att protokollen är äldre än OSI-modellen och formellt inte hör till den. Detta beror på att modellens främsta användningsområde är just undervisning och datavetenskap. Fler exempel på hur tekniker kan kategoriseras med OSI-modellen finns längre ner i denna artikel.

## OSI-modellen i förhållande till protokollstacken för Internet

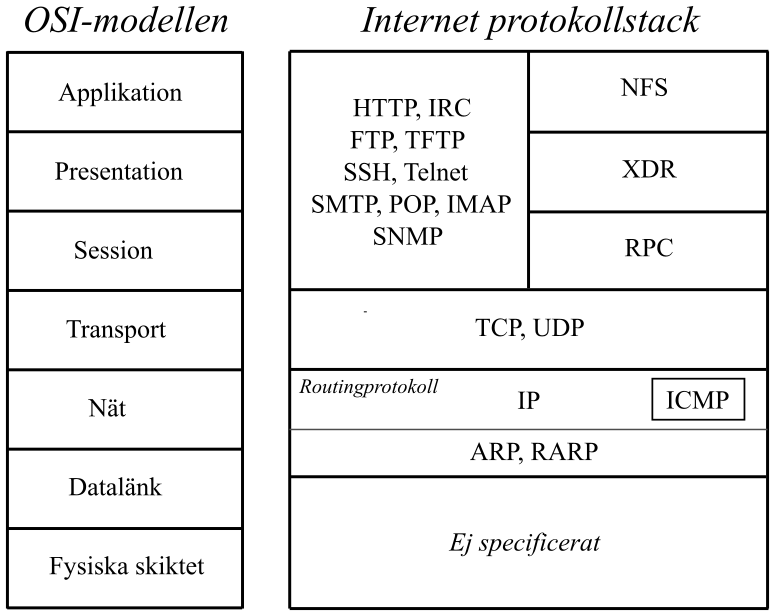
OSI-modellens 7 lager motsvaras grovt av fyra lager i TCP/IP-modellen

Internets uppbyggnad med rötter i Arpanet och med TCP/IP som grund låter sig ogärna analyseras med hjälp av OSI-modellen. En ungefärlig klassificering av olika Internetstandarder från IETF och W3C kan se ut såhär:
- Applikation: FTP, Telnet, SMTP, HTTP
- Presentation: SSL, MIME
- Session: RIP, SAP, VPN
- Transport: TCP, UDP
- Nätverk: IP
- Länk: Ethernet
- Fysiskt media: Exempelvis manchesterkodning på elektrisk ledare

I IETF-standarderna finns inga vattentäta skott mellan nivåerna och inga krav på de tre översta nivåerna, vilket gör att man brukar baka ihop dessa tre och kalla dem "applikation" då modellen används i Internetsammanhang.

## Exempel
| Lager  | Lager          | Diverse exempel | TCP/IP stacken                                                                                          | SS7                         | Appletalk stacken             | OSI stacken (och X.25)                                   | IPX stacken                         | SNA    | UMTS |
| Nummer | Namn           | Diverse exempel | TCP/IP stacken                                                                                          | SS7                         | Appletalk stacken             | OSI stacken (och X.25)                                   | IPX stacken                         | SNA    | UMTS |
| ------ | -------------- | --- | --- | --------------------------- | ----------------------------- | -------------------------------------------------------- | ----------------------------------- | ------ | --- |
| 7      | Applikation    | HL7, Modbus, CDP | NNTP, SIP, SSI, DNS, FTP, Gopher, HTTP, NFS, NTP, DHCP, SMPP, SMTP, SNMP, Telnet,                       | ISUP, INAP, MAP, TUP, TCAP, | AFP, ZIP, RTMP, NBP           | FTAM, X.400, X.500, DAP                                  | RIP, SAP                            | APPC   | |
| 6      | Presentation   | TDI, ASCII, EBCDIC, MIDI, MPEG                                                                                                   | MIME, XDR, SSL, TLS (Inte ett eget lager)                                                               |                             | AFP                           | ISO 8823, X.226                                          |                                     |        | |
| 5      | Session        | Named Pipes, NetBIOS, SAP, SDP                                                                                                   | Sockets. SIP. (Inte ett eget lager. TCP har en slags uppkoppling, men den räknas inte till denna nivå.) |                             | ASP, ADSP, PAP                | ISO 8327, X.225                                          | NWLink                              | DLC?   | |
| 4      | Transport      | NBF, nanoTCP, nanoUDP | TCP, UDP, IPsec, PPTP, L2TP                                                                             | SCTP, SCCP, RTP             | DDP                           | TP0, TP1, TP2, TP3, TP4                                  | SPX                                 |        | |
| 3      | Nät            | NBF, Q.931 | IP, ARP, ICMP, RIP, OSPF, BGP, IGMP, IS-IS, EIGRP                                                       | MTP-3                       | ATP (TokenTalk or EtherTalk)  | X.25L3                                                   | IPX                                 |        | RRC (Radio Resource Control) PDCP (Packet Data Convergence Protocol) and Broadcast/Multicast Control (BMC) |
| 2      | Datalänk       | 802.3 (Ethernet), 802.11a/b/g/n MAC/LLC, 802.1Q (VLAN), ATM, HDP, FDDI, Fibre Channel, Frame Relay, HDLC, ISL, Q.921, Token Ring | PPP, SLIP                                                                                               | MTP-2                       | LLAP, PPP                     | LAPB, Token Bus                                          | IEEE 802.3 ramar, Ethernet II ramar | SDLC   | LLC, MAC                                                                                                   |
| 1      | Fysiska lagret | RS-232, V.35, V.34, I.430, I.431, T1, E1, 10BASE-T, 100BASE-TX, POTS, SONET, DSL, 802.11a/b/g/n PHY                              | | MTP-1                       | RS-232, RS-422, STP, PhoneNet | X.25 (X.21bis, EIA/TIA-232, EIA/TIA-449, EIA-530, G.703) |                                     | Twinax | UMTS fysiska lager                                                                                         |